# David Bedell-Sivright
David Revell "Darkie" Bedell-Sivright (8. prosince 1880, Edinburgh – 5. září 1915, Gallipoli) byl skotský ragbista, který hrál jako rojník. V roce 2013 byl zvolen do Světové ragbyové síně slávy. Měl pověst velmi tvrdého hráče.
Za skotskou reprezentaci odehrál 22 zápasů a získal 9 bodů (1900 – 1908). V roce 1901, 1903 a 1907 vyhrál tehdejší předchůdce Six Nations. Dokázal to jako jediný Skot v historii. V roce 1906 pomohl porazit Jihoafrickou republiku, což se Skotsku znovu povedlo až přibližně po 60 letech. Odehrál pouze jeden oficiální zápas za Britské lvy, ve kterém byl kapitánem. Další starty nepřidal kvůli zlomené noze. Odehrál 5 zápasů za Barbarians.
Po ukončení ragbyové kariéry se stal skotským mistrem v boxu. Zúčastnil se jako chirurg první světové války, kde zemřel po štípnutí neznámého hmyzu na sepsi. Vystudoval Edinburghskou univerzitu. Tato škola na jeho počest pojmenovala stipendijní fond. Měl bratra Johna, který odehrál za Skotsko jeden zápas.